# اچ‌ام‌اس بردا (۱۶۹۲)
اچ‌ام‌اس بردا (۱۶۹۲) (به انگلیسی: HMS Breda (1692)) یک کشتی بود که طول آن ۱۵۰ فوت (۴۵٫۷ متر) بود.